# Националните съкровища на Чехия
„Национални съкровища на Чехия“ (на чешки: Národní klenoty) е чешка поредица от тринадесет документални филма, посветени на отделни паметници на Чешката република, включени в списъка на ЮНЕСКО за световно наследство по време на създаването на програмата. Всяка част от програмата е с продължителност 26 минути и е придружена от Мирослав Таборски, които също участва в подготовката на сценария на отделни части от поредицата. В отделните части на документа има описание на сайта, но и обосновка на това, което прави обекта изключителен в глобален мащаб.
От 15 февруари 2017 г. беше излъчена втората поредица от поредицата, посветена на чешките паметници, предложени за включване в списъка на ЮНЕСКО. Той имаше шестнадесет епизода, а последният е на 7 юни 2017 г.
В България поредицата се излъчва по БНТ 1 през 2018 – 2020 г. с български дублаж, обработен от екип на продуцентско направление „Чужди програми“. Дублажният състав често търпи промени и в него участват артистите Татяна Захова, Ирина Маринова, Яна Огнянова, Гергана Стоянова, Татяна Етимова, Росен Русев, Станислав Димитров и Петър Байков. Преводът е на Борислав Борисов, редактор е Веселина Пършорова, и режисьор на дублажа е Елена Русалиева.